# Robert O. Young
Robert Oldham Young (6 de março de 1952) é um autor estadunidense, e naturopata em medicina alternativa. Seus trabalhos mais famosos é a série de livros The pH Miracle, que descrevem suas crenças e tratamentos holísticos com base na Dieta alcalina.
Young ganhou destaque ao aparecer no The Oprah Winfrey Show, quando Kim Tinkham, paciente diagnosticada com câncer de mama, promoveu os protocolos que Young descrevia em The pH Miracle, alegando que seu câncer havia desaparecido. Kim, porém, faleceu da doença pouco mais de um ano após a participação.
Mais tarde, Young acabou sendo preso, e condenado a 3 anos e oito meses de prisão, por exercício médico ilegal, em Janeiro de 2014.
Young teoriza que o câncer é um doença causada pela presença de fungos no sangue, incluindo um pH ácido, e que o tratamento deve ser feito através de uma equilibrada dieta alcalina para restaurar o sangue e seu pH.

## Carreira
Nos anos 1970, Young frequentou a Universidade de Utah, onde cursou Biologia, e Negócios, porém não chegou a concluir os cursos. Ainda na juventude, atuou como missionário na Igreja de Jesus Cristo dos Santos dos Últimos Dias. Posteriormente, cursou um doutorado em Naturopatia no Clayton College of Natural Health.
Em 1994, ele fundou a Innerlight Inc., uma empresa de marketing voltada para tratamentos alternativos, que foi vendida em 2004 para um grupo chamado Darius Marketing Inc., mas com a participação contínua de Young. A empresa também tinha operações na Noruega e na Hungria, mas, devido a conflitos societários após a venda, foi fechada em 2016.
Em 2005, Young fundou o pH Miracle Ranch, um retiro terapêutico localizado no interior da Califórnia. O retiro, supostamente consistia em injeções de bicarbonato de sódio, em conjunto com uma dieta baseada em vegetais.

## Livros
Robert O. Young escreveu vários livros, sendo The pH Miracle (O milagre do pH), o mais conhecido entre eles. Lançado em 2002, é o primeiro de uma série lançada posteriormente: The pH Miracle for Diabetes (2004), The pH Miracle for Weight Loss (2005), e "The pH Miracle Revised" (2010). 
Outros livros de sua autoria incluem: Herbal Nutritional Medications (1988), One Sickness, One Disease, One Treatment (1992), Sick and Tired (1995), Back to the House of Health (1999), e Back to the House of Health 2 (2003). 

## Metodologia
Young é um defensor da dieta alcalina, argumentando que a saúde depende principalmente do equilíbrio adequado entre um ambiente alcalino e um ambiente ácido no corpo humano. Ele afirma que um ambiente ácido pode provocar doenças como câncer, obesidade, osteoporose, produção excessiva de fungos, gripes, problemas de pele, entre outras. Young também menciona o pleomorfismo, um estudo proeminente no século XIX que sugeria que glóbulos vermelhos se transformariam em bactérias à medida que o ambiente se tornasse ácido. No entanto, esse estudo foi desacreditado após o surgimento da teoria dos germes. Young acredita que o corpo humano é alcalino por natureza e se torna ácido por função, e que apenas uma doença, a acidose, existe. Segundo ele, o tratamento para a acidose é uma dieta alcalina.
Os livros de Young recomendam um estilo de vida com baixo estresse, uma dieta baseada em água pura, alta quantidade de clorofila e rica em vegetais. Ele também sugere uma ingestão moderada de vegetais com alto teor de carboidratos, grãos e peixe fresco. Young aconselha evitar alimentos considerados "ácidos", como açúcar, carne vermelha, frutos do mar, ovos, laticínios, alimentos processados, adoçantes artificiais, álcool, café, chocolate e refrigerantes, argumentando que esses alimentos sobrecarregam o corpo com acidez, o que poderia causar doenças. Segundo Young, distúrbios como ganho de peso, retenção de líquidos, colesterol alto, pedras nos rins e tumores são mecanismos que o corpo usa para lidar com o excesso de acidez.
Revisões sistemáticas recentes, incluindo metanálises na literatura médica, concluíram que não há evidências de que dietas alcalinas sejam benéficas para a saúde humana. Uma publicação da Academia de Nutrição e Dietética dos Estados Unidos, afirmou que embora a ênfase em vegetais de folhas verdes e na prática de exercícios seja benéfica para a saúde, a dieta como um todo não é recomendada para perda de peso saudável.
Young também se baseia em abordagens alternativas, como a microscopia nutricional, ministrando cursos onde treina seus alunos para realizar Análises de Sangue Vivo (ASV) usando microscopia de campo escuro, e análises de sangue seco. Young afirma que promove o ensino dessas técnicas apenas para fins educacionais e de pesquisa, e não para diagnosticar condições médicas.
O Departamento de Saúde e Serviços Humanos dos Estados Unidos descreveu a análise de sangue vivo como um teste geralmente não aceito pela medicina laboratorial.

## Kim Tinkham
Em 2007, Kim Tinkham, diagnosticada com câncer de mama em estágio 3, apareceu ao lado de Young no The Oprah Winfrey Show, onde apresentaram os protocolos que Kim havia divulgado previamente pela internet. Kim afirmou que preferia seguir o protocolo de Young em vez de se submeter aos tratamentos convencionais e, mais tarde, relatou não sentir mais sintomas da doença. No entanto, Kim faleceu em 2010 em decorrência do câncer.

## Condenação
Em 2014, Young foi detido em San Diego, tendo que responder por uma série de acusações criminais, incluindo furto. Young foi condenado a 3 anos e oito meses de prisão por exercer atendimento médico sem registro. Ele deixou a prisão em 2017. 
Em novembro de 2018, foi obrigado a pagar 105 milhões de dólares a uma paciente com câncer que o processou por tê-la convencido a renunciar ao seu tratamento convencional.
Em 1995, Young já havia recebido uma acusação por colher amostras de sangue de duas mulheres e usar as amostras como diagnóstico para prescrever produtos que ele vendia. De acordo com Young, as amostras de sangue das duas mulheres serviram apenas para aconselhamentos nutricionais. Entretanto, frente a um acordo judicial, Young se declarou culpado por prestar atendimentos médicos sem licenciatura. Essa acusação seria retirada se ele optasse por não ter problemas recorrentes em um período de 18 meses.

## Alegações sobre vacinas
Em 2020, durante a transmissão de uma live, Young correlacionou Bill Gates e as vacinas a um plano de erradicação populacional. O vídeo viralizou na internet, sendo posteriormente eliminado pelas principais plataformas e desmentido pelos verificadores de fatos. Young, referindo-se a postagem de Gates, declarou:
Pelo propósito de esterilizar e controlar a população, pois existem muitas pessoas no planeta de que precisamos nos livrar. Nas palavras de Bill Gates, ao menos três bilhões de pessoas no planeta precisam morrer. As agências internacionais de saúde estão usando uma guerra química contra todos nós.
Ainda em 2020, Young foi notificado pela Comissão Federal de Comércio dos EUA (FTC), para que parasse de fazer alegações consideradas falsas na internet, e que não mais divulgasse seus produtos como tratamento alternativo ao COVID-19.